# 大仙市営太田球場
大仙市営太田球場（だいせんしえいおおたきゅうじょう）は、秋田県大仙市にある野球場である。

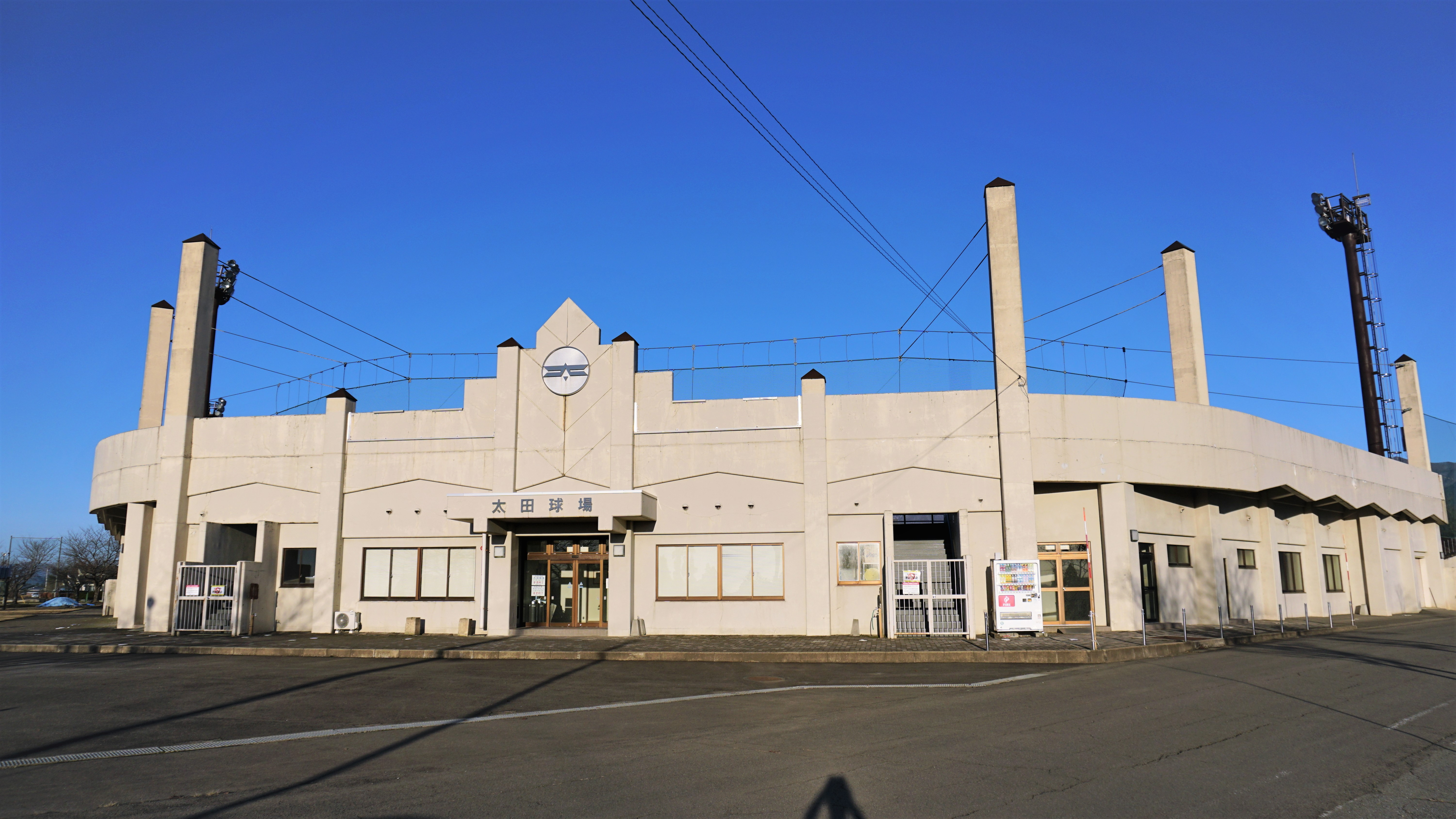
球場外観

## 概要
ナイター設備をはじめ県内では設備の充実した球場であり、立教大学野球部がキャンプ地として利用している。周囲にはサブグラウンドや屋内練習場も整備されており、また毎年のようにイースタン・リーグの試合が開催される。

## 施設概要
- グラウンド面積：13,700m2
- 両翼：100m、中堅：122m
- 内野：土、外野：天然芝
- スコアボード：磁気反転式
- 収容人員：10,370人（内野：ベンチ席、外野：芝生席）
- 照明設備：ナイター照明6基

## 交通
自動車
秋田自動車道 大曲ICから車で約25分